# Nectria ventricosa
Nectria ventricosa är en svampart som beskrevs 1971 av Colin Booth. Arten ingår i släktet Nectria och familjen Nectriaceae. Inga underarter finns listade i Catalogue of Life.